# Cultura de Galicia

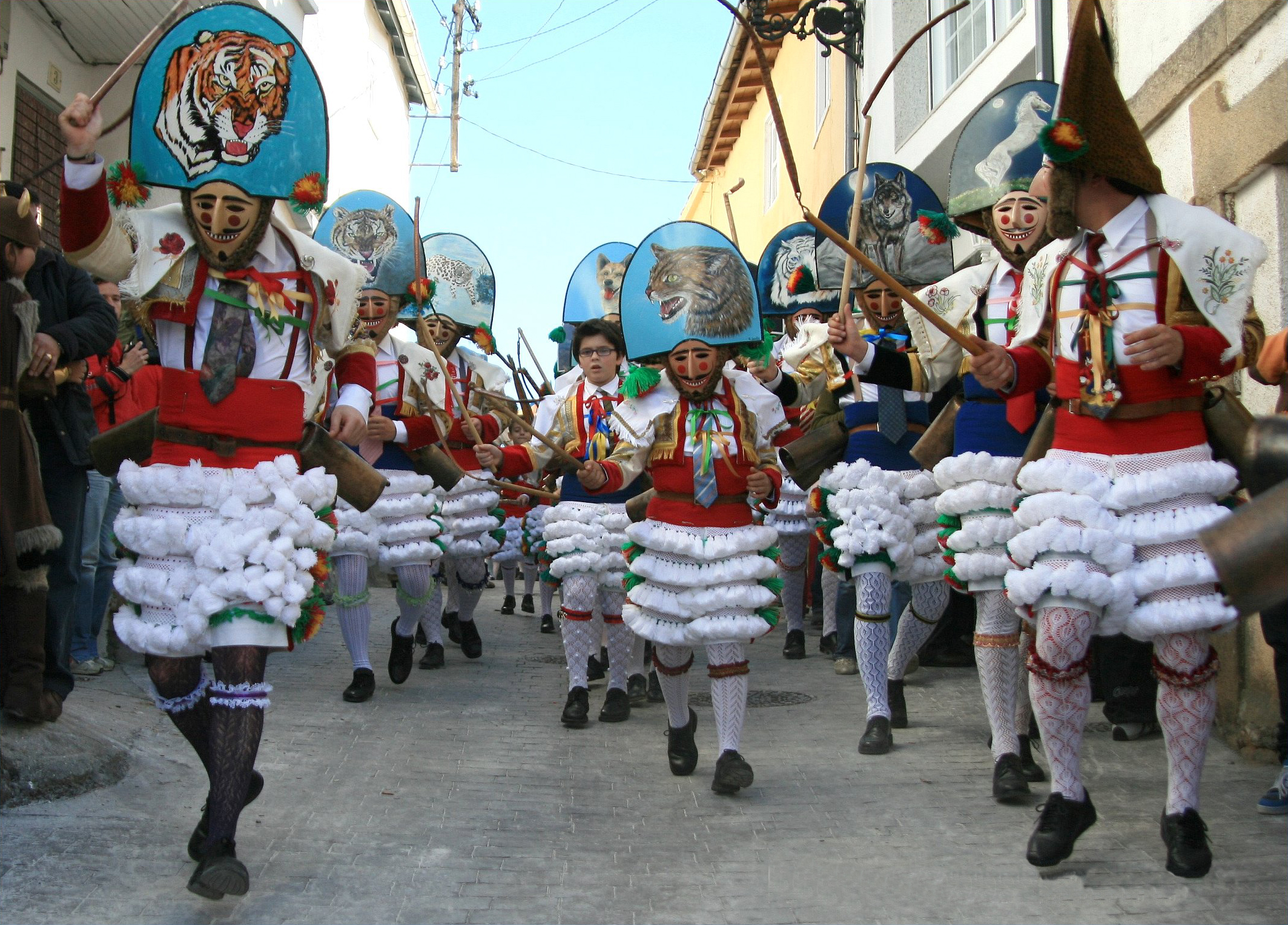
Peliqueiros de Laza durante el carnaval en Galicia.

La cultura de Galicia guarda muchas afinidades con las de los restantes pueblos de la cornisa Cantábrica y, por extensión, del resto de España y de Europa. Uno de sus aspectos más definitorios es el idioma gallego, que guarda muchos lazos con el portugués y es hablado aproximadamente por 2.587.400 hablantes. 

## Breve historia
Galicia estuvo habitada en sus comienzos por pueblos prerrománicos como los oestrimnios, los castreños o los ártabros, algunos de ellos de origen celta, que dejaron importantes vestigios arqueológicos. La huella de los celtas en el noroeste peninsular es aún a día de hoy tema de discusión, a pesar de haber trazos celtas de importancia en la cultura material, la toponimia (Céltigos, Lemos, Limia, Miño, Alcabre, etc.), la mitología, tradiciones y algunas palabras en gallego.
Posteriormente llegó la romanización, y más tarde varios pueblos de origen germánico, los suevos harán del noroeste peninsular el primer reino independiente de Europa, anexionado después por los visigodos. Galicia recibirá también en este periodo invasiones vikingas, bretonas.
En la Edad Media se constituyó el Reino de Galicia y con él se empezó a fraguar la actual identidad gallega, surgiendo el idioma gallego a partir del galaico-portugués. Esta identidad se verá marginada durante los Séculos Escuros, que abarcan los siglos XVI, XVII y XVIII, paralelamente a la pérdida de poder del reino de Galicia.
En el siglo XIX tiene lugar el Rexurdimento, un movimiento de recuperación de la identidad literaria, cultural, política e histórica de Galicia, gracias a autores y autoras como Rosalía de Castro, Eduardo Pondal o Curros Enríquez.

## Música

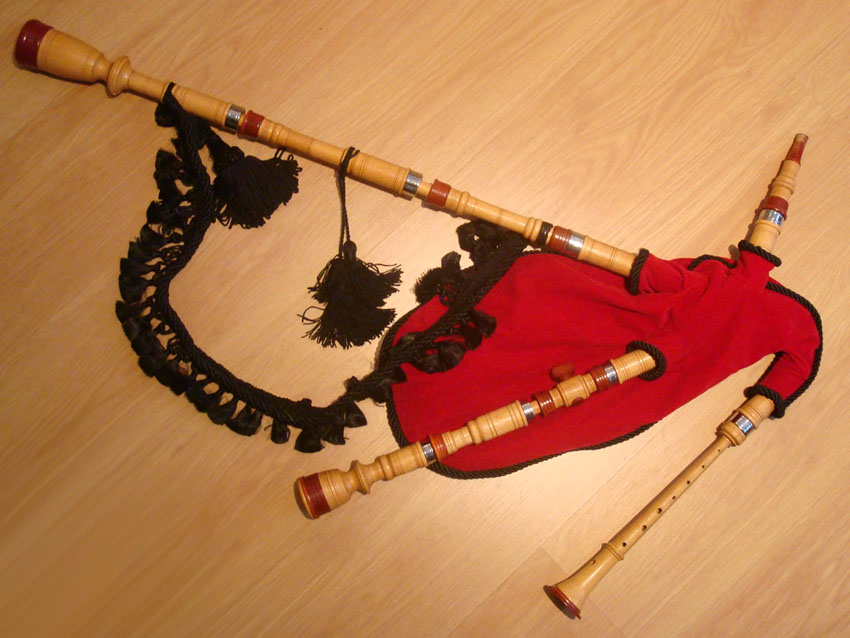
Gaita gallega.

La música tradicional gallega se caracteriza tanto por sus formas (muiñeira, alalá, xota, etc.) como por los instrumentos utilizados (gaita gallega y pandereta, entre otros). Comparte trazos comunes con los territorios vecinos de Portugal, Asturias y León. Las primeras referencias se remontan a la música medieval, se conservan varios cancioneros de esta época, pero pocos con notación musical, a excepción de algunos escritos por Martin Codax y Don Dinís.
En cuanto a música tradicional en la actualidad, destacan músicos y grupos como Luar na Lubre, Milladoiro, A Roda, Carlos Nuñéz o Susana Seivane.